# Krzysztof Kiciński
Krzysztof Kiciński (ur. 1938 w Warszawie) – polski profesor socjologii. Specjalizuje się w socjologii moralności.
Ukończył studia na Uniwersytecie Warszawskim (1964). W 1976 obronił pracę doktorską napisaną pod kierunkiem Marii Ossowskiej. W 1990 habilitował się na UW. W 1999 uzyskał tytuł profesora.
Pełnił funkcję dyrektora Instytutu Stosowanych Nauk Społecznych UW. Kierownik katedry Socjologii Moralności i Aksjologii Ogólnej. Jest członkiem Komitetu Etyki w Nauce Polskiej Akademii Nauk. Od 10 lipca 2007 do 23 marca 2009 pełnił funkcję Przewodniczącego Rady Służby Publicznej przy Prezesie Rady Ministrów. 2 kwietnia 2009 został powołany przez Prezesa Rady Ministrów na członka Rady Służby Cywilnej. Jednocześnie pełni funkcję wiceprzewodniczącego Rady.

## Odznaczenia
- Krzyż Oficerski Orderu Odrodzenia Polski – 2006[3]

## Ważniejsze publikacje
- Egoizm i problem zachowań prospołecznych (1978)
- Przed sierpniem i po grudniu : z badań nad postawami i wartościami (wraz z Hanną Świdą,1987)
- Sytuacje zagrożenia a przemiany idei moralnych (1990)
- Wizje szkoły w społeczeństwie posttotalitarnym (1993)
- Orientacje moralne : próba typologii (1998)
- Młodzież wobec problemów polskiej demokracji (2001)